# Kira Lao
Kira Lao — российская музыкальная группа, образованная в Великом Новгороде в 2008 году и играющая в жанрах фолк, рок.

## История
Группа была создана в 2008 году Великом Новгороде. До выпуска дебютного альбома группа отметилась выступлением на фестивале «Пустые холмы» и получила главный приз фестиваля «Индюшата».
В 2011 году группа выпускает дебютный альбом Kira Lao, в который вошли композиции как на русском, так и на английском языке. При записи альбома использовались такие традиционные инструменты как гусли и виолончель.
В 2014 году к группе присоединяется Денис Дубовицкий, лидер метал-группы Aethyr.
В 2015 году выходит второй студийный альбом «Вода». В отличие от первого, сюда вошли песни только на русском языке, а также песни, написанные на чужие стихи. Среди них кавер на песню «Сурок» Сергея Курёхина, «Она говорит», созданная под впечатлением от одноимённого спектакля Александра Андрияшкина и «Пой», написанная на стихи Алексея Отраднова. Музыкальные критики отметили изменения в музыкальном плане: на смену «узорчатой фолктронике» пришёл жёсткий гитарный звук. По словам Киры, создание альбома помогло преодолеть творческий кризис, наступивший после переезда из Новгорода в Москву.
После четырёхлетнего перерыва Кира Вайнштейн выпускает альбом «Тревожный опыт».

## Состав
- Кира Вайнштейн — вокал

Бывшие участники
- Илья Зинин — гитара
- Денис Дубовицкий — бас-гитара
- Павел Макаров — ударные

## Дискография

### Студийные альбомы
- 2011 — Kira Lao
- 2015 — «Вода»
- 2019 — «Тревожный опыт»

### Мини-альбомы
- 2012 — «Шалфей»
- 2012 — «Карусель»

## Награды
- 2010 — гран-при фестиваля «Индюшата»[1]
- 2011 — премия «Степной волк» в номинации «Дебют»[7]
- 2012 — премия имени Сергея Курёхина в номинации «Этно-механика»[8][9]